# Balkan-Cup 1932
Der 3. Balkan-Cup war ein Wettbewerb für Fußballnationalmannschaften von Staaten aus der Balkanregion. Die Spiele fanden im Juni und Juli 1932 in Jugoslawiens Hauptstadt Belgrad statt. Nach der inoffiziellen Veranstaltung 1931 mit drei Teams, unter anderem der Türkei, nahmen nun neben dem Gastgeber auch wieder Bulgarien, Rumänien und Griechenland am Turnier teil. Damit gab es die gleiche Besetzung wie bei der ersten Auflage, die von 1929 an noch über drei Jahre hinweg ausgetragen worden war. Jede Mannschaft spielte im Gruppenmodus einmal gegen jede andere. Mit der maximalen Ausbeute von sechs Punkten und drei Siegen lag schließlich Bulgarien an der Spitze, das schon den Balkan-Cup 1931 für sich entschieden hatte. Für Rumänien, den Gewinner von 1929–31, reichte es dieses Mal nur zum dritten Rang. Toptorschütze wurde der Jugoslawe Živković (fünf Treffer).

## Ergebnisse
Tabelle nach Zwei-Punkte-Regel.
| Pl. | Land         | Sp. | S | U | N | Tore    | Diff. | Punkte |
| --- | ------------ | --- | - | - | - | ------- | ----- | ------ |
| 1.  | Bulgarien    | 3   | 3 | 0 | 0 | 007:200 | +5    | 06     |
| 2.  | Jugoslawien  | 3   | 2 | 0 | 1 | 012:500 | +7    | 04     |
| 3.  | Rumänien     | 3   | 1 | 0 | 2 | 004:500 | −1    | 02     |
| 4.  | Griechenland | 3   | 0 | 0 | 3 | 001:120 | −11   | 0      |

|                          |   |              |     |
| 26. Juni 1932 in Belgrad |   |              |     |
| Bulgarien                | – | Rumänien     | 2:0 |
| 26. Juni 1932 in Belgrad |   |              |     |
| Jugoslawien              | – | Griechenland | 7:1 |
| 28. Juni 1932 in Belgrad |   |              |     |
| Rumänien                 | – | Griechenland | 3:0 |
| 30. Juni 1932 in Belgrad |   |              |     |
| Jugoslawien              | – | Bulgarien    | 2:3 |
| 2. Juli 1932 in Belgrad  |   |              |     |
| Bulgarien                | – | Griechenland | 2:0 |
| 3. Juli 1932 in Belgrad  |   |              |     |
| Jugoslawien              | – | Rumänien     | 3:1 |